# Открито първенство по снукър на Китай
Откритото първенство по снукър на Китай (на английски: China Open) е професионално състезание по снукър. То е сред 8-те турнира, които са част от световната ранкинг система.
Събитието е възстановено през сезон 2004/2005, като предишното му провеждане е от сезон 2001/2002, поради нарасналата популярност на снукъра в Китай. Преди началото на същинското състезание през 2005 г. се провежда и предварителен кръг, който е предназначен за отсяването на 16-те най-добри играчи на Китай. Целта на това е да се покажат възможностите на китайските играчи в снукъра, след като в Азия не се е провеждало състезание по снукър от три години.
До 2019 г. състезанието се провежда в Пекин в края на месец март и началото на април. През 2020, 2021 и 2022 г. не се провежда заради пандемията от COVID-19.
Състезанието е последното от сезона преди Световното първенство по снукър.
Откритото първенство на Китай е ранкинг турнир и между сезон 1995/1996 и 2001/2002, когато състезанието се нарича Международно първенство в Китай, Азия Класик и Тайланд Класик. Изключение прави турнира през сезон 1997/1998, когато състезанието е лишено от статут на ранкинг турнир.

## Победители
| Година                          | Победител       | Опонент         | Краен резултат | Сезон          |
| Тайланд Класик                  | Тайланд Класик  | Тайланд Класик  | Тайланд Класик | Тайланд Класик |
| ------------------------------- | --------------- | --------------- | -------------- | -------------- |
| 1995                            | Джон Парот      | Найджъл Бонд    | 9 – 6          | 1995/1996      |
| Азия Класик                     |                 |                 |                |                |
| 1996                            | Рони О'Съливан  | Браян Морган    | 9 – 8          | 1996/1997      |
| Международно първенство в Китай |                 |                 |                |                |
| 1997                            | Стив Дейвис     | Джими Уайт      | 7 – 4          | 1997/1998      |
| 1998                            | Джон Хигинс     | Били Снадън     | 9 – 3          | 1998/1999      |
| 1999                            | Рони О'Съливан  | Стивън Лий      | 9 – 2          | 1999/2000      |
| Открито първенство на Китай     |                 |                 |                |                |
| 2000                            | Рони О'Съливан  | Марк Уилямс     | 9 – 3          | 2000/2001      |
| 2001                            | Марк Уилямс     | Антъни Хамилтън | 9 – 8          | 2001/2002      |
| 2005                            | Дин Джънхуй     | Стивън Хендри   | 9 – 5          | 2004/2005      |
| 2006                            | Марк Уилямс     | Джон Хигинс     | 9 – 8          | 2005/2006      |
| 2007                            | Греъм Дот       | Джейми Коуп     | 9 – 5          | 2006/2007      |
| 2008                            | Стивън Магуайър | Шон Мърфи       | 10 – 9         | 2007/2008      |
| 2009                            | Питър Ебдън     | Джон Хигинс     | 10 – 8         | 2008/2009      |
| 2010                            | Марк Уилямс     | Дин Джънхуй     | 10 – 6         | 2009/2010      |

| Портал | В Портал Снукър можете да намерите още много страници за снукър. |